# Funkmeldesystem
Das Funkmeldesystem (FMS) ist ein tonfrequentes Übertragungssystem im analogen BOS-Funkbetrieb bei den deutschen Behörden und Organisationen mit Sicherheitsaufgaben (BOS). Es dient der automatisierten Übermittlung festgelegter Status-Meldungen der Einsatzfahrzeuge durch digitale Kurztelegramme anstelle analoger Sprache an die Leitstelle sowie umgekehrt von standardisierten Anweisungen der Leitstelle an die Einsatzfahrzeuge.
Hauptvorteil des FMS ist, dass Routinemeldungen (z. B. dass ein Einsatzfahrzeug auf dem Weg zum Einsatzort ist) per Knopfdruck schnell und automatisiert übertragen werden. Dadurch werden sowohl der BOS-Funk als auch die Disponenten in der Leitstelle entlastet und der Sprechfunk für weitere und wichtigere Kommunikation freigehalten. Darüber hinaus ermöglicht die Anbindung des FMS an ein Einsatzleitrechnersystem eine automatisierte Fahrzeug- und Einsatzverwaltung.

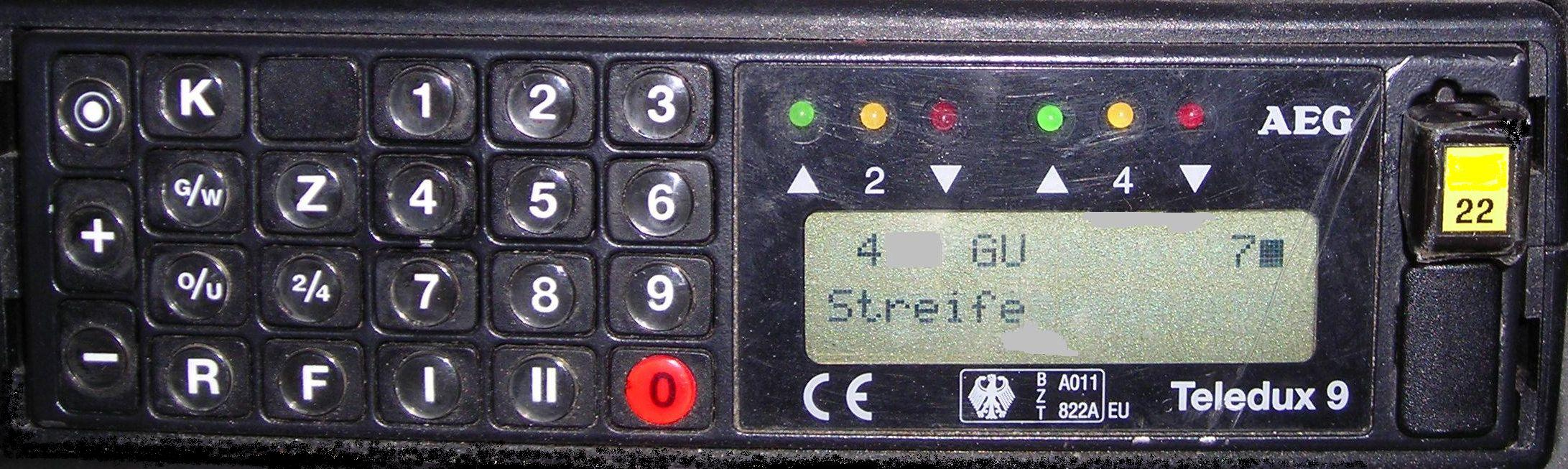
FMS-Bedieneinheit

## Funktionsweise
Mit Hilfe des Funkmeldesystems der BOS werden so genannte Kurztelegramme (z. B. die Information, dass ein Fahrzeug am Zielort eingetroffen ist) zwischen Fahrzeugen und Leitstelle ausgetauscht. Die Übertragung der digitalen Daten erfolgt als akustisches Signal über den normalen Betriebskanal der jeweiligen BOS. Jedes Fahrzeug verfügt dazu über ein Gerät mit eindeutiger digitaler Kennung, die stets zusammen mit der Information übertragen wird. Diese Kennung setzt sich aus der zugehörigen Organisation (BOS-Kennung), dem Bundesland, einer Ortskennung sowie der Fahrzeugkennung (Rufname) zusammen. Daran schließt sich der aktuelle Status (0–9) an.
Von Seiten des Fahrzeuges wird eine Status-Information über eine Ziffer (0–9) und über eine Zusatzebene (I-IV, Taktische Kurzinformation (TKI)) an die Leitstelle übermittelt, letztere ist jedoch ungebräuchlich. Die Leitstelle kann gezielt („selektiv“) an ein einzelnes Fahrzeug eine Anweisungsinformation übermitteln, die dort als Buchstabe (u. a. E, C, F, H, J, L) dargestellt wird. Die Übermittlung wird jeweils automatisiert vom System durch ein Quittungstelegramm bestätigt.
Des Weiteren kann eine Leitstelle längere Texte, sogenannte Kurztext-Telegramme, an Fahrzeuge schicken. Diese nicht sehr verbreitete Technik wird meist im Rettungsdienst zur Übermittlung des Einsatzortes eingesetzt. Das Kurztext-Telegramm benutzt allerdings ein anderes Übertragungsprotokoll als das FMS.
Folgende Ziffern sind dienstübergreifend festgelegt:
- 0 = Notruf
- 9 = Handquittung

Durch das Drücken des Status 0 bleibt das Funkgerät je nach Einstellung 30–60 Sekunden bei aufgeschaltetem Mikrofon im Sendebetrieb, um eine Notfalldurchsage zu ermöglichen. Die Notruf-Funktion ist insbesondere für akute Bedrohungslagen gedacht (Besatzung wird gewalttätig angegriffen). Die meisten Funkgeräte sind so konfiguriert, dass die Taste des Status 0 länger oder zweimal kurz nacheinander gedrückt werden muss, um eine versehentliche Auslösung und damit die Blockierung des Funkkanals zu vermeiden.
Die Details zu Technik, Ausstattung und Funktion sind in der Technischen Richtlinie BOS (TR-BOS Funkmeldesystem) festgelegt.

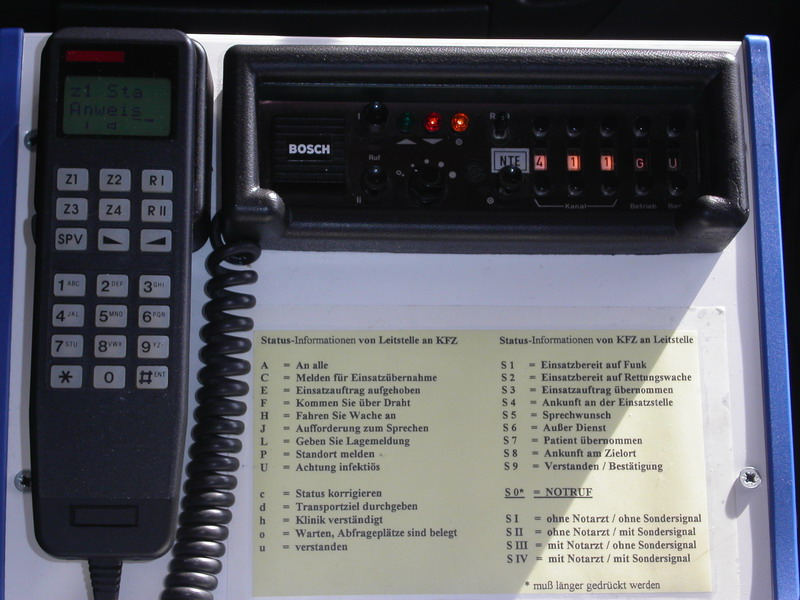
Bosch FuG8b mit Commander 5-Hörer

Der BOS-Funk ist ein nichtöffentlicher mobiler UKW-Landfunkdienst (nömL) in Deutschland, der von Behörden und Organisationen mit Sicherheitsaufgaben verwendet wird.

### Meldeweg Fahrzeug – Leitstelle
Das FMS der BOS ist in aller Regel wie nachfolgend kodiert:
| Status | Rettungsdienst | Feuerwehr | Polizei                                                             |
| ------ | --- | --- | ------------------------------------------------------------------- |
| 0      | Notruf / priorisierter Sprechwunsch (Digitalfunk der Behörden und Organisationen mit Sicherheitsaufgaben)                                                                          | Notruf / priorisierter Sprechwunsch (Digitalfunk der Behörden und Organisationen mit Sicherheitsaufgaben)                                                                  | Priorisierter Sprechwunsch                                          |
| 1      | einsatzbereit über Funk (auch Einbuchen) | einsatzbereit über Funk (auch Einbuchen) | einsatzbereit über Funk (auch Einbuchen)                            |
| 2      | einsatzbereit auf Wache | einsatzbereit auf Wache | einsatzbereit auf Wache                                             |
| 3      | Einsatz übernommen / Anfahrt zum Einsatzort („ab …“) | Einsatz übernommen / Anfahrt zum Einsatzort („ab …“) | Einsatz übernommen / Anfahrt zum Einsatzort („ab …“)                |
| 4      | Ankunft am Einsatzort („an“) | Ankunft am Einsatzort („a.d.E.“) | Ankunft am Einsatzort („an“)                                        |
| 5      | Sprechwunsch | Sprechwunsch | Sprechwunsch                                                        |
| 6      | nicht einsatzbereit | nicht einsatzbereit | Nicht bereit                                                        |
| 7      | Patient aufgenommen | bedingt einsatzbereit über Funk (nach gültigen BOS-Richtlinien für die Feuerwehr nicht mehr vorgesehen)                                                                    | Temporär gebunden / Einsatz übernommen bei freier Fahrzeugzuordnung |
| 8      | am Transportziel | bedingt einsatzbereit auf Wache (nach gültigen BOS-Richtlinien für die Feuerwehr nicht mehr vorgesehen)                                                                    | Datenabfrage                                                        |
| 9      | Notarzt aufgenommen (Kreisübergreifend verschieden / Handquittung / Anmeldung im Fremdkreis / in einigen Leitstellenbereichen auch „Dringender Sprechwunsch“, (Ruf mit Priorität)) | Handquittung / in einigen Leitstellenbereichen auch „Dringender Sprechwunsch“, (Ruf mit Priorität) (nach gültigen BOS-Richtlinien für die Feuerwehr nicht mehr vorgesehen) | einbuchen / ausbuchen / Quittung (nicht überall belegt)             |

| TKI | Rettungsdienst                                                                                         |
| --- | --- |
| I   | ohne Notarzt/ohne Sondersignal (nach gültigen BOS-Richtlinien für die Feuerwehr nicht mehr vorgesehen) |
| II  | ohne Notarzt/mit Sondersignal (nach gültigen BOS-Richtlinien für die Feuerwehr nicht mehr vorgesehen)  |
| III | mit Notarzt/ohne Sondersignal (nach gültigen BOS-Richtlinien für die Feuerwehr nicht mehr vorgesehen)  |
| IV  | mit Notarzt/mit Sondersignal (nach gültigen BOS-Richtlinien für die Feuerwehr nicht mehr vorgesehen)   |

### Meldeweg Leitstelle – Fahrzeug
| Status | Rettungsdienst                                | Feuerwehr                                     | Polizei                            |
| ------ | --------------------------------------------- | --------------------------------------------- | ---------------------------------- |
| A      | Sammelruf (An Alle)                           | Sammelruf (An Alle)                           | Sammelruf (An Alle)                |
| E      | Einrücken/Abbrechen/Einsatzauftrag aufgehoben | Einrücken/Abbrechen/Einsatzauftrag aufgehoben | Eigensicherung                     |
| C      | Melden Sie sich für Einsatzübernahme          | Melden Sie sich für Einsatzübernahme          | Fremdhörer ausschalten             |
| F      | Kommen Sie über Draht                         | Kommen Sie über Draht                         | Kommen Sie über Draht              |
| H      | Fahren Sie Wache an                           | Fahren Sie Wache an                           | Haftbefehl                         |
| J      | Sprechaufforderung (nach Status 5 oder 0)     | Sprechaufforderung (nach Status 5 oder 0)     | Sprechaufforderung (nach Status 5) |
| L      | Geben Sie Lagemeldung                         | Geben Sie Lagemeldung                         | Geben Sie Lagemeldung              |
| P      | Einsatz mit Polizei/Pause nehmen              |                                               |                                    |
| U      | Unerlaubte Statusfolge                        | Unerlaubte Statusfolge                        |                                    |
| c      | Status korrigieren                            | Status korrigieren                            |                                    |
| d      | Transportziel durchgeben                      |                                               |                                    |
| h      | Zielklinik verständigt                        |                                               |                                    |
| o      | Warten, alle Abfrageplätze belegt             | Warten, alle Abfrageplätze belegt             |                                    |
| u      | Verstanden                                    | Verstanden                                    |                                    |

(Im Bereich einzelner Leitstellen können durchaus Unterschiede zwischen den einzelnen FMS-Status bestehen, da die Belegung der einzelnen Status durch das jeweilige Landesrettungsdienstgesetz oder ähnliche Gesetzestexte festgelegt wird) Hierbei wird bewusst von gängigen Vorschriften und Gesetzen (zum Beispiel DV 810/3) abgewichen.

### Technische Umsetzung
Beim Funkmeldesystem werden Datentelegramme von 48 Bit Länge übertragen, in diesen sind 40 Bit Nutzdaten enthalten. Vor dem Datentelegramm werden zur Synchronisation der Empfänger eine Serie von 12 Bits des Wertes „1“ und anschließend das Block-Synchronisations-Byte „00011010“ übertragen. Die Datenbits werden in Niederfrequenzumtastung in einer Geschwindigkeit von 1200 Baud übertragen, wobei als Frequenzpaar die Frequenzen 1200 und 1800 Hz verwendet werden. Eine vollständige Statusübertragung dauert insgesamt 0,055s und ist meist nur als kurzes Aufsteuern oder Rauschen hörbar. Der komplette Aufbau der Übertragung sieht wie folgt aus: 
| Bit     | Bedeutung                                                 |
| ------- | --------------------------------------------------------- |
| Vorlauf | 12 × „1“ Bit und Block-Synchronisation „00011010“ (s. o.) |
| 1–4     | BOS-Dienstekennung (4 Bit)                                |
| 5–8     | Länderkennung (4 Bit)                                     |
| 9–16    | Ortskennung (8 Bit)                                       |
| 17–32   | Fahrzeugkennung (16 Bit)                                  |
| 33–36   | Status (4 Bit)                                            |
| 37      | Baustufenkennung (1 Bit)                                  |
| 38      | Richtungskennung (1 Bit)                                  |
| 39–40   | taktische Kurzinformation (2 Bit)                         |
| 41–47   | Redundanz                                                 |
| 48      | Schlussbit                                                |

Die Darstellung der Status-Bits (Nr. 33 bis 36) als Ziffern und bestimmte Buchstaben ist bedingt durch die Darstellungsmöglichkeiten nach dem Stand der Technik bei Einführung des Funkmeldesystems in den 1970er Jahren. In den FMS-Bediengeräten war jeweils die Anzeige des Einsatzzustandes (Fahrzeug – Leitstelle) und der Anweisung (Leitstelle – Fahrzeug) durch ein Element der Siebensegmentanzeige realisiert.
Daraus ergaben sich beispielsweise folgende Möglichkeiten:

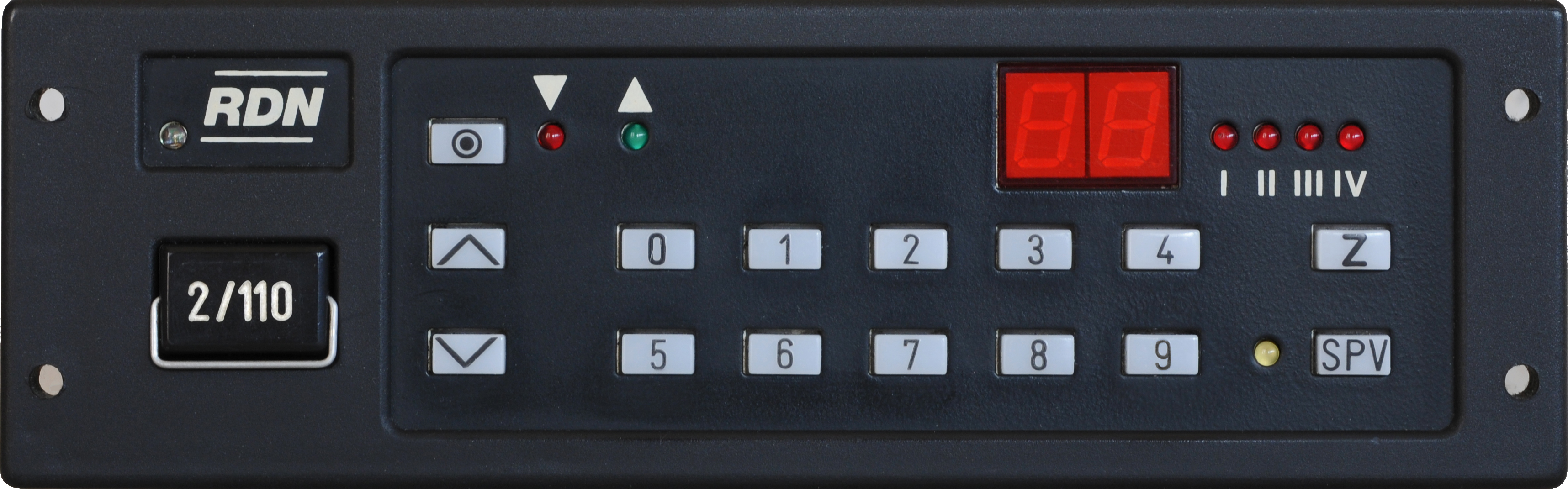
FMS-Fahrzeuggerät von 1988

| Anzeigen | \| \| \| \| \| \| \| \| \| \| \| \| \| \| \| \| \| \| \| \| \| \| \| \| \| \| \| \| \| \| \| \| \| \| \| \| \| \| \| \| \| \| \| \| \| \| |   |   |   |   |   |   |   |   |   |   |   |   |   |   |   |   |   |   |   |   |
|          | 1 | 2 | 3 | 4 | 5 | 6 | 7 | 8 | 9 |   |   |   |   |   |   |   |   |   |   |   |   |
| A        | E | C | F | G | H | I | J | L | P | U | Y | b | c | d | h | i | l | n | o | r | u |

## Ausfälle des Systems
Die computergestützte Auswertung der einzelnen Status  ist bei einem Ausfall des Rechnersystems nicht mehr möglich. Höhere Ausfallsicherheiten erhält man durch redundante Anlagen. Bei einem Totalausfall des Systems nimmt die Belegung des Funkkanals enorm zu, da sämtliche Fahrzeuge ihren Status im Sprechfunk durchgeben müssen. Hinzu kommt eine Häufung von automatisierten Sendungen, wie z. B. die GPS-Standortübertragung, da sie vom Einsatzleitrechner nicht mehr quittiert werden und somit doppelt oder – je nach Konfiguration der Funkgeräte – mehrfach (erfolglos) gesendet werden.

## Digitaler BOS-Funk
Das Funkmeldesystem ist eine aus den 1970er Jahren stammende Technik. In Deutschland ist der BOS-Digitalfunk bundesweit eingeführt und wird seit 2016 flächendeckend zunächst von der Polizei im Echtbetrieb genutzt. Im Endausbau sind alle übrigen BOS integriert. Im November 2019 waren 4700 Basisstationen in Betrieb und nutzbar. Damit sind 99,2 % der Fläche der Bundesrepublik Deutschland funkversorgt und es sind über 875.000 Benutzer im Netz registriert. Monatlich werden mehr als 50 Millionen Funksprüche abgesetzt.
Der Digitalfunk beinhaltet mit SDS (Short Data Service) eine Funktionalität zum Austausch von Kurznachrichten, mit der auch dem FMS ähnliche Funktionen abgedeckt werden.